# أدريان رابيو
أدريان رابيو بروفو (بالفرنسية: Adrien Rabiot-Provost)‏ 
تنطق بالفرنسية: [adʁijɛ̃ ʁabjo pʁɔvo]
؛ مواليد 3 أبريل 1995) هو لاعب كرة قدم فرنسي يلعب في مركز الوسط مع نادي مارسيليا ومنتخب فرنسا لكرة القدم.
لقد أمضى معظم مسيرته المهنية مع باريس سان جيرمان، حيث شارك أاول مرة مع الفريق الأول في عام 2012 وحصل على 18 لقب، بما في ذلك خمسة ألقاب في الدوري الفرنسي الدرجة الأولى وثلاثية محلية في 2015–16 و2017–18. في 2019، وقع رابيو مع يوفنتوس في صفقة انتقال مجانية.
لعب رابيو 53 مباراة مع فرنسا على مستوى الفئات السنية، وشارك لأول مرة مع المنتخب الأول في عام 2016.

## مسيرته الكروية

### باريس سان جيرمان
وُلد رابيو في سان موريس، فال دي مارن، ولعب كرة القدم للشباب لعدة فرق، بما في ذلك نادي كريتيل وبضعة أشهر في مانشستر سيتي. في 2 يوليو 2012، بعد تفوقه في كامب دي لوج، وقع أول عقد احترافي له على صفقة مدتها ثلاث سنوات مع باريس سان جيرمان.
رابيو تمت ترقيته إلى فريق كبير من قبل مدير كارلو أنشيلوتي قبل موسم 2012–13. وفي استعدادا للموسم الجديد في النادي شارك كأساسي في الهزيمة بركلات الترجيح أمام برشلونة. في 26 أغسطس، لعب المباراة الأولى له في الدوري الفرنسي، في المباراة التي أنتهت بالتعادل 0–0 ضد جيروندان بوردو.
شارك رابيو في دوري أبطال أوروبا لأول مرة في 6 نوفمبر 2012، لعب في الفوز 4–0 على أرضه في مرحلة المجموعات على دينامو زغرب. في يناير من العام التالي، أُعير إلى نادي تولوز في ذات الدوري، وسجل هدفه الرسمي الأول في 9 مارس 2013 والذي كان الهدف الوحيد في مباراة الفوز على بريست، من على بعد 25 ياردة.
بعد عودته إلى باريس سان جيرمان، لعب رابيو 46 مباراة وسجل 6 أهداف مجتمعة مع فوز الفريق بالبطولات المحلية المباشرة من 2013 إلى 2015، ولكنه بدأ أنه كان على وشك مغادرة النادي حيث كانت والدته فيرونيك تعمل كمستشار رئيسي له خلال المفاوضات من أجل عقد أفضل. بدأ موسم 2015–16 من خلال طرده لحصوله على بطاقتين صفراء بعد 29 دقيقة فقط، في المباراة الافتتاحية ضد ليل (فاز فريقه في النهاية 1–0).
سجل رابيو هدفه الأول في المسابقة الأوروبية في 25 نوفمبر 2015؛ حيث افتحح التسجيل في مباراة الفوز 5–0 في دوري المجموعات من دوري أبطال أوروبا أمام مالمو، وكرر هذا الإنجاز في 9 مارس التالي بفوزه 2–1 على تشيلسي على ستامفورد بريدج، ليضع باريس في الدور ربع النهائي 4–2 بعد الفوز بمجموع المباراتين. بعد أربعة أيام، سجل هدفًا في مباراة الفوز 9–0 أمام تروا ليحقق باريس لقب الدوري رغم تبقي 8 جولات.
في 23 أبريل 2016، تم طرد رابيو في نهائي كأس الدوري الفرنسي 2016، بفوزه 2–1 على ليل. في الموسمين التاليين مجتمعين، سجل أربع أهداف من 60 مباراة وحقق بطولة الدوري في موسم 2017–18.
في أواخر أكتوبر 2018، تم اجلاس كل من رابيو وكيليان مبابي من التشكيلة الأساسية من قبل المدير المعين حديثًا توماس توخل بعد وصولهما في وقت متأخر إلى اجتماع ما قبل المباراة. في يناير التالي، بعد رفضه لتجديد عقده والفشل في المشاركة مع الفريق الأول منذ الشهر السابق، اضطر رابيو إلى التدريب مع الفريق الاحتياطي.
في 14 مارس 2019، تم إيقاف رابيو من قبل باريس سان جيرمان حتى نهاية الشهر بسبب ذهابه إلى ملهى ليلي بعد مباراة الهزيمة 3–1 أمام مانشستر يونايتد في دور الستة عشر لدوري أبطال أوروبا والتي أخرجتهم من المنافسة، وظهوره في إنستغرام مع باتريس إيفرا وهم يحتفلون بفوز اليونايتد.

### يوفنتوس
في 1 يوليو 2019، وقع رابيو مع يوفنتوس بطل الدوري الإيطالي في صفقة انتقال مجانية.وفي يوليو 2024 رحل رابيو عن يوفتوس بعد خمسة مواسم قضاها مع النادي الإيطالي.

## مسيرته الدولية
في 13 أغسطس 2013، بعمر 18 عامًا فقط، شارك رابيو لأول مرة مع منتخب فرنسا تحت 21 سنة، وشارك كأساسي بالتعادل الودي أمام ألمانيا في فرايبورغ 0–0. كان ضمن القائمة المبدئية لفرنسا للمشاركة في بطولة أمم أوروبا 2016، لكنه لم يتم ضمه في القائمة النهائية.
شارك رابيو لأول مع المنتخب الفرنسي الأول مرة في 15 نوفمبر 2016 ضد ساحل العاج، حيث شارك كأساسي وحل محله توما ليمار بعد 78 دقيقة من مباراة التعادل الودي 0–0، بسبب إصابة في أوتار الركبة. في 17 مايو 2018، تم وضعه على القائمة الاحتياطية من قبل المدير الفني ديدييه ديشان للتشكيلة المشاركة في كأس العالم 2018. ومع ذلك، فقد رفض بشكل مثير للجدل وضعه على قائمة الانتظار، وارسل رسالة في البريد الإلكتروني للمدرب قائلاً إنه «لن يكون قادرًا على متابعة البرنامج التدريبي». علق نويل لوغريت، رئيس اتحاد فرنسا لكرة القدم، قائلاً: «لقد اتخذ قرارًا سيئًا. لقد عاقب نفسه وعاقب نفسه وحده».

## الإنجازات

### النادي
باريس سان جيرمان
- الدوري الفرنسي الدرجة الأولى (5): 2013–14، 2014–15، 2015–16، 2017–18، 2018–19[36]
- كأس فرنسا (4): 2014–15، 2015–16، 2016–17، 2017–18[37]
- كأس الرابطة الفرنسية (5): 2013–14، 2014–15، 2015–16، 2016–17، 2017–18
- كأس الأبطال الفرنسي (4): 2015، 2016، 2017، 2018

 يوفنتوس
- الدوري الإيطالي الدرجة الأولى (1): 2019–20
- كأس السوبر الإيطالي (1): 2020

## وصلات رياضية
- أدريان رابيو على موقع الاتحاد الدولي (مؤرشف)  (الإنجليزية)
- أدريان رابيو على موقع الاتحاد الأوربي (الإنجليزية)
- أدريان رابيو على موقع رابطة كرة القدم الفرنسية للمحترفين (الإنجليزية)
- أدريان رابيو على موقع إي إس بي إن إف سي (الإنجليزية)
- أدريان رابيو على موقع قاعدة بيانات كرة القدم.إي يو (الإنجليزية)
- أدريان رابيو على موقع ليكيب (الفرنسية)
- أدريان رابيو على موقع ناشيونال فوتبول تيمز (الإنجليزية)
- أدريان رابيو على موقع Soccerbase.com (لاعب) (الإنجليزية)
- أدريان رابيو على موقع Soccerway.com (الإنجليزية)
- أدريان رابيو على موقع عالم كرة القدم.نت (الإنجليزية)